# Гамильтон, Джон, 1-й маркиз Аберкорн
Джон Джеймс Гамильтон, 1-й маркиз Аберкорн (англ. John James Hamilton, 1st Marquess of Abercorn ; июль 1756 — 27 января 1818) — ирландский аристократ, политик, государственный деятель, пэр Великобритании.

## Биография
Родился в июле 1756 года, в семье морского офицера, кэптена Королевского военно-морского флота Великобритании достопочтенного Джона Гамильтона (1714—1755), внук Джеймса Гамильтона, 7-го графа Аберкорн (1686—1744). Его матерью была Гарриет Крэггс (ок. 1713—1769), дочь политика Джеймса Крэггса Младшего (1686—1721) и вдова Ричарда Элиота (? — 1748) из Порт-Элиота.
Образование получил в школе Хэрроу и Пембрук-колледж Кембриджского университета, где познакомился и подружился с Уильямом Питтом Младшим. Эта дружба определила дальнейшую карьеру Джона Джеймса Гамильтона.
С 1783 по 1789 год был депутатом Парламента Великобритании от партии Тори. Активный сторонник деятельности правительства Уильяма Питта Младшего.
9 октября 1789 года Джон Гамильтон сменил своего бездетного дядю на посту 9-го графа Аберкорна и вошёл в Палату лордов в качестве виконта Гамильтона. Благодаря этому и своим политическим связям, 15 октября 1790 года получил титул 1-го маркиза Аберкорна.
В 1794 году — член Тайного совета Ирландии. В 1805 году маркиз Аберкорн стал рыцарем ордена Подвязки.
Умер 27 января 1818 года, его титулы перешли к внуку Джеймсу Гамильтону.

## Браки и дети

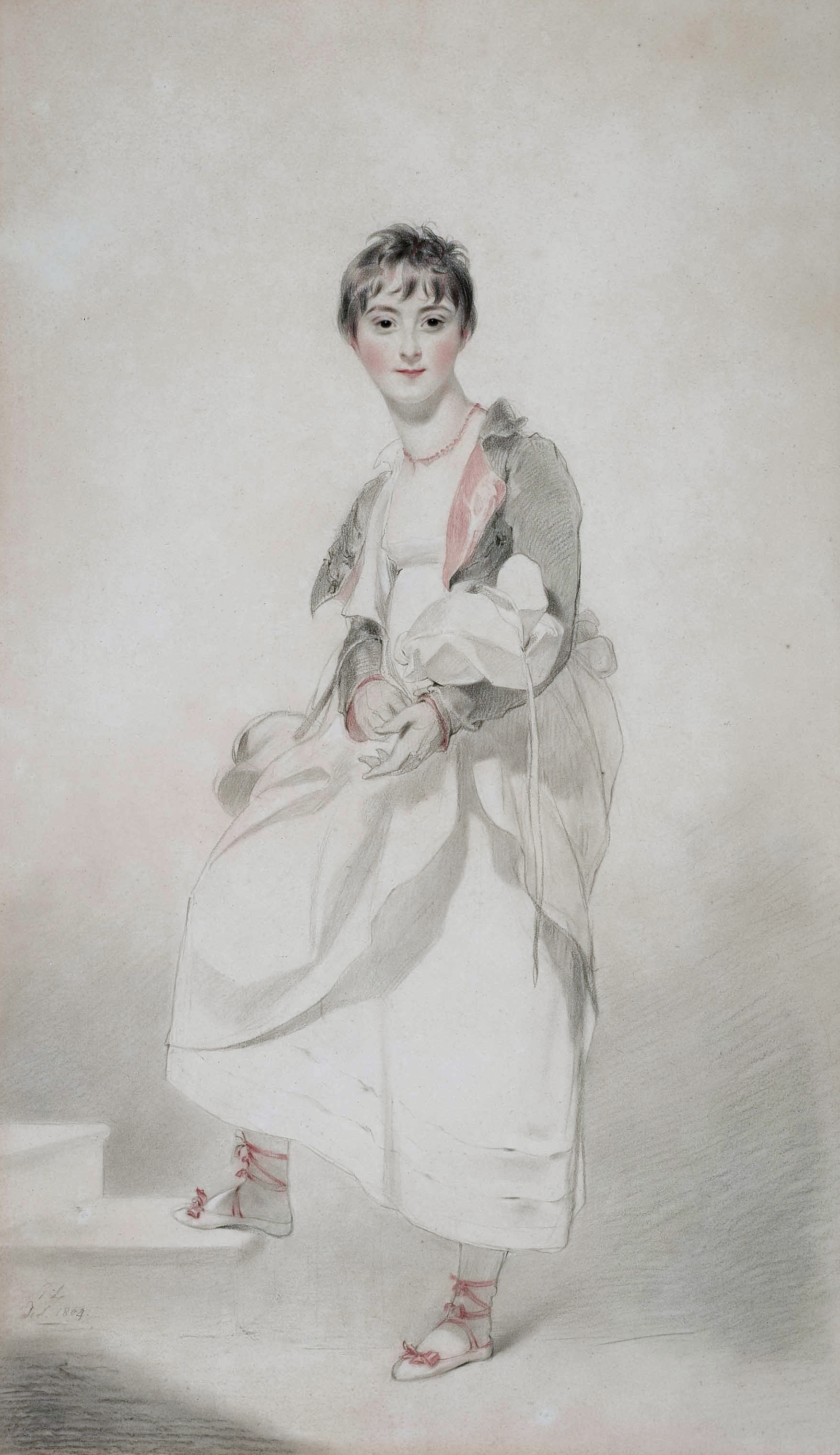
Сесиль Фрэнсис Гамильтон (1795—1860), вторая жена Джона Гамильтона, 1-го маркиза Аберкорна (Томас Лоуренс, 1804 год)

Джон Гамильтон был трижды женат. Его первой женой 20 июня 1779 года стала Кэтрин Копли (? — 13 сентября 1791), дочь сэра Джозефа Копли, 1-го баронета (1715—1781). У супругов было шесть детей:
- Леди Гарриет Маргарет Гамильтон (1780 — 30 апреля 1803), умерла незамужней.
- Леди Мэри Гамильтон (28 февраля 1782 — 21 января 1814), умерла незамужней.
- Леди Кэтрин Констанция Гамильтон (7 октября 1782 — 23 мая 1783)
- Леди Кэтрин Элизабет Гамильтон (10 января 1784 — 29 февраля 1812), вышла замуж за Джорджа Гамильтона-Гордона, 4-го графа Абердина (1784—1860).
- Джеймс Гамильтон, виконт Гамильтон (7 октября 1786 — 27 мая 1814), женился на Гарриет Дуглас (1792—1833), внучке Джеймса Дугласа, 14-го графа Мортона
- Лорд Клод Гамильтон (1 ноября 1787 — июнь 1808), член Палаты общин (1807—1808), умер холостяком.

4 марта 1792 года Джон Гамильтон вторично женился на своей двоюродной сестре, леди Сесиль Гамильтон (15 марта 1770 — 19 июня 1819), дочери преподобного достопочтенного Джорджа Гамильтона (1718—1787) и Элизабет Онслоу (? — 1800). У супругов родилась одна дочь:
- Леди Сесиль Фрэнсис Гамильтон (19 июля 1795 — 7 июля 1860), жена Уильяма Говарда, 4-го графа Уиклоу (1788—1869).

Второй брак маркиза оказался неудачным. Супруги разошлись в 1798 году и были разведены актом парламента в апреле 1799 года. В мае 1799 года она вышла замуж за Джозефа Копли, 3-го баронета (1769—1838), брата первой жены маркиза Аберкорна. 3 апреля 1800 года маркиз Аберкорн женился в третий раз на леди Энн Джейн Гор (апрель 1763 — 8 мая 1827), вдове Генри Хаттона и дочери Артура Гора, 2-го графа Аррана. Третий брак оказался бездетным.

## Титулатура
- 9-й граф Аберкорн (с 9 октября 1789)
- 9-й лорд Пейсли из графства Ренфру (с 9 октября 1789)
- 5-й баронет Гамильтон из Доналонга, графство Тирон, и Нины, графство Типперэри (с 9 октября 1789)
- 9-й лорд Пейсли, Гамильтон, Маунткасл и Киркпатрик (с 9 октября 1789)
- 4-й виконт Страбан (с 9 октября 1789)
- 10-й лорд гамильтон, барон Страбан, графство Тирон (с 9 октября 1789)
- 2-й виконт Гамильтон (с 9 октября 1789)
- 9-й лорд Аберкорн, графство Линлитгоу (с 9 октября 1789)
- 4-й барон Маунткасл, графство Тирон (с 9 октября 1789)
- 1-й маркиз Аберкорн (с 15 октября 1790).